# 馬爾戈拉比亞河
馬爾戈拉比亞河（意大利語：Margorabbia）是意大利的河流，位於該國北部倫巴底，屬於特雷薩河的支流，河道全長18.7公里，平均流量每秒3.5立方米，發源自瓦爾甘納，河口處在盧伊諾。
45°59′34″N 8°43′56″E / 45.9929°N 8.73231°E